# Frederick Settlement
Frederick Settlement es una localidad de Trinidad y Tobago, que forma parte de la región de Tunapuna-Piarco.

## Geografía
La localidad abarca parte de la isla Trinidad y limita al norte con La Paille Village y Caroni Village, al sur con Bejucal y Warren Village, al este con Warren Village y al oeste con Bejucal.

## Demografía
Datos demográficos de la localidad de Frederick Settlement:
| Gráfica de evolución demográfica de Frederick Settlement entre 2000 y 2011 |
|                                                                            |